# Strade Bianche 2016
La 10.ª edición del Strade Bianche  se disputó el 5 de marzo de 2016. Su recorrido fue de 179 km con inicio y final en la ciudad de Siena.
La carrera hizo parte del UCI Europe Tour 2016, en categoría 1.HC.
La carrera fue ganada por Fabian Cancellara tras superar al sprint a Zdeněk Štybar. Tercero fue Gianluca Brambilla, compañero de equipo de Zdeněk en el Etixx-Quick Step, que venía de una escapada previa.

## Recorrido
La carrera comenzó y terminó en Siena, marcando un cambio de las ediciones anteriores, que se inició en San Gimignano. Debido a su nuevo lugar de salida, la distancia se reduce a 176 km, realizados en su totalidad en el sur de la provincia de Siena, en la Toscana. La carrera es especialmente conocido por sus caminos de tierra blanca (strade bianche o sterrati).
La carrera se realizará sobre el terreno montañoso de la región de Chianti, e incluye nueve sectores y un total 52,8 km de caminos de tierra. El primer sector se encuentra a sólo 11 km de la salida. El último tramo del "Strade Bianche" se encuentra a 13 km de la meta en Siena. La carrera termina como años anteriores en la famosa Piazza del Campo de Siena, después de una estrecha ascensión adoquinada en la Via Santa Caterina, en el corazón de la ciudad medieval, con tramos de hasta el 16% de pendiente.
Sectores de caminos de tierra:
| Número | Nombre                | Km    | Longitud (m) | Categoría         |
| ------ | --------------------- | ----- | ------------ | ----------------- |
| 1      | Vidritta              | 164,9 | 2.100        | *                 |
| 2      | Str. Com. di Murlo    | 136,2 | 5.500        | *                 |
| 3      | Lucignano d'Asso      | 99,2  | 11.900       | * · * · *         |
| 4      | Pieve a Salti         | 95,4  | 8.000        |                   |
| 5      | San Martino in Grania | 72,4  | 9.500        |                   |
| 6      | Monte Sante Marie     | 54    | 11.500       | * · * · * · * · * |
| 7      | Monteaperti           | 24,3  | 800          | *                 |
| 8      | Colle Pinzuto         | 19,4  | 2.400        | * · * · * · *     |
| 9      | Le Tolfe              | 13,3  | 1.100        | * · * · *         |

## Equipos participantes
Participaron 18 equipos. 12 de categoría UCI ProTeam y 6 de categoría Profesional Continental. Formando así un pelotón de 143 ciclistas, con 8 corredores cada equipo (excepto el Orica GreenEdge que salió con 7), de los que acabaron 85. Los equipos participantes fueron:
| WorldTeams (12)- AG2R La Mondiale - Astana - BMC Racing Team - Etixx-Quick Step - Lampre-Merida - Lotto NL-Jumbo - Lotto-Soudal - Movistar Team - Orica-GreenEDGE - Sky - Tinkoff - Trek-Segafredo Equipos continentales profesionales (6)- Androni Giocattoli-Sidermec - Bardiani CSF - CCC Sprandi Polkowice - Nippo-Vini Fantini - Team Novo Nordisk - Southeast-Venezuela |
| |

## Clasificación final
- Las clasificaciones finalizaron de la siguiente forma:[4]

| \| Clasificación general \| Clasificación general \| Clasificación general \| Clasificación general \| Clasificación general \| \| Ciclista \| Ciclista \| Equipo \| Tiempo \| \| \| --------------------- \| --------------------- \| --------------------- \| --------------------- \| --------------------- \| \| 1.º \| Fabian Cancellara \| Trek-Segafredo \| 4 h 39 min 35 s \| \| \| 2.º \| Zdeněk Štybar \| Etixx-Quick Step \| + 0 s \| \| \| 3.º \| Gianluca Brambilla \| Etixx-Quick Step \| + 4 s \| \| \| 4.º \| Peter Sagan \| Tinkoff \| + 13 s \| \| \| 5.º \| Petr Vakoč \| Etixx-Quick Step \| + 34 s \| \| \| 6.º \| Greg Van Avermaet \| BMC Racing Team \| + 37 s \| \| \| 7.º \| Diego Ulissi \| Lampre-Merida \| + 41 s \| \| \| 8.º \| Tiesj Benoot \| Lotto-Soudal \| + 41 s \| \| \| 9.º \| Lars Petter Nordhaug \| Team Sky \| + 41 s \| \| \| 10.º \| Alejandro Valverde \| Movistar Team \| + 50 s \| \| \| 11.º \| Jakob Fuglsang \| Astana \| + 52 s \| \| \| 12.º \| Brent Bookwalter \| BMC Racing Team \| + 1 min 53 s \| \| \| 13.º \| Jay McCarthy \| Tinkoff \| + 2 min 02 s \| \| \| 14.º \| Daniel Oss \| BMC Racing Team \| + 2 min 02 s \| \| \| 15.º \| Vincenzo Nibali \| Astana \| + 2 min 02 s \| \| \| 16.º \| Giovanni Visconti \| Movistar Team \| + 2 min 22 s \| \| \| 17.º \| Bob Jungels \| Etixx-Quick Step \| + 2 min 24 s \| \| \| 18.º \| Gianni Moscon \| Team Sky \| + 2 min 25 s \| \| \| 19.º \| Matteo Trentin \| Etixx-Quick Step \| + 2 min 25 s \| \| \| 20.º \| Michał Kwiatkowski \| Team Sky \| + 2 min 25 s \| \| |                      |                  |                 |
| |                      |                  |                 |
| Fuentes: ProCyclingStats Cycling Quotient Cycling Archives |                      |                  |                 |
| Clasificación general |                      |                  |                 |
| Ciclista | Ciclista             | Equipo           | Tiempo          |
| 1.º | Fabian Cancellara    | Trek-Segafredo   | 4 h 39 min 35 s |
| 2.º | Zdeněk Štybar        | Etixx-Quick Step | + 0 s           |
| 3.º | Gianluca Brambilla   | Etixx-Quick Step | + 4 s           |
| 4.º | Peter Sagan          | Tinkoff          | + 13 s          |
| 5.º | Petr Vakoč           | Etixx-Quick Step | + 34 s          |
| 6.º | Greg Van Avermaet    | BMC Racing Team  | + 37 s          |
| 7.º | Diego Ulissi         | Lampre-Merida    | + 41 s          |
| 8.º | Tiesj Benoot         | Lotto-Soudal     | + 41 s          |
| 9.º | Lars Petter Nordhaug | Team Sky         | + 41 s          |
| 10.º | Alejandro Valverde   | Movistar Team    | + 50 s          |
| 11.º | Jakob Fuglsang       | Astana           | + 52 s          |
| 12.º | Brent Bookwalter     | BMC Racing Team  | + 1 min 53 s    |
| 13.º | Jay McCarthy         | Tinkoff          | + 2 min 02 s    |
| 14.º | Daniel Oss           | BMC Racing Team  | + 2 min 02 s    |
| 15.º | Vincenzo Nibali      | Astana           | + 2 min 02 s    |
| 16.º | Giovanni Visconti    | Movistar Team    | + 2 min 22 s    |
| 17.º | Bob Jungels          | Etixx-Quick Step | + 2 min 24 s    |
| 18.º | Gianni Moscon        | Team Sky         | + 2 min 25 s    |
| 19.º | Matteo Trentin       | Etixx-Quick Step | + 2 min 25 s    |
| 20.º | Michał Kwiatkowski   | Team Sky         | + 2 min 25 s    |